# Ратибор Переяславський
Ратибор — переяславський боярин, київський тисяцький кінця XI — початку XII століття.

## Життєпис
Перебував на службі у князя Всеволода Ярославича. Коли останній став великим князем київським (1078) деякий час обіймав посаду місцевого тисяцького. У 1079 році, опісля невдалого походу Романа Святославича супроти Всеволода і ув'язнення Романова брата, Олега, Всеволод послав Ратибора посадником в Тмуторокань, аби керувати цим містом. На активну адміністративну діяльність Ратибора в Причорномор'ї вказують знахідки свинцевих печаток з його ім'ям. У 1081 році в Тмуторокань втекли князі Давид Ігорович і Володар Ростиславич: вони захопили місто, а Ратибор за їхнім наказом був заарештований.
Після смерті Всеволода (1093) перейшов на службу до його сина Володимира Мономаха в Переяслав де, маючи власне військо, став впливовим радником. У 1095 році два половецьких хана, Ітлар і Кітан, з'явилися на переговори до Переяславля. Дружина Ратибора вмовила Мономаха порушити дане їм слово і вбити половців.
Брав діяльну участь у Витичівському з'їзді, був в числі тих хто передав Давиду Ігоровичу рішення з'їзду. Відколи Мономах посів великокняжий стіл (1113) Ратибор знов став тисяцьким в Києві, брав участь в зміні положення по відсотках позики, затвердженому Мономахом внаслідок скарг на лихварів.
«Повість временних літ» згадує двох синів Ратибора: Олбега, який застрелив з лука хана Ітларя, і Хому, що брав участь у військовому поході 1116-го року з сином Мономаха Вячеславом на Дунай.